# Pothyne octovittipennis
Pothyne octovittipennis är en skalbaggsart som beskrevs av Stefan von Breuning 1968. Pothyne octovittipennis ingår i släktet Pothyne och familjen långhorningar.
Artens utbredningsområde är Sulawesi. Inga underarter finns listade i Catalogue of Life.